# Capitaine de 3e rang
Capitaine de 3e rang (en russe : капитан 3-го ранга, kapitan tretiego ranga) est un grade militaire utilisé dans les marines de guerre russes : Empire russe, Union des républiques socialistes soviétiques et fédération de Russie.

## Description
Dans la hiérarchie des marines russes il est au-dessus du капитан-лейтенант (capitaine-lieutenant) et en dessous du капитан 2-го ранга (capitaine de 2e rang). Il correspond approximativement au grade militaire de commandant dans les forces terrestres et aériennes, et au grade de capitaine de corvette dans la marine française.